# Italiaanse koloniën

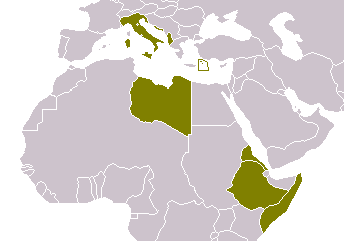
Italië en kolonies in 1940

Het Koninkrijk Italië deed net zoals België en Duitsland ook niet mee met de vroege kolonisatie zoals Nederland, Frankrijk, Spanje, Portugal en anderen dat wel deden. Italië bestond destijds, net als Duitsland, uit allemaal kleine landjes en werd pas in 1870 volledig een eenheidsstaat.
Bij de Koloniale Conferentie van Berlijn in 1886 verkreeg Italië de koloniën Eritrea en Somaliland. In 1911 veroverde Italië Libië en de eilandengroep Dodekanesos op het Turkse Ottomaanse Rijk. Het rijk bereikte zijn hoogtepunt tijdens het regime van Benito Mussolini toen Italië in 1935 Abessinië en in 1939 Albanië veroverde. In de Tweede Wereldoorlog moest Italië zich tot ver op eigen grondgebied terugtrekken en na de oorlog verloor het al zijn koloniën. Alleen Somaliland bleef een mandaatgebied tot 1960, waarna het samen met Brits-Somaliland het huidige Somalië ging vormen.

## Italiaanse koloniën

### Europa
- Rodos-Dodekanesos (1911-1951)
- Italiaans protectoraat Albanië (1939-1943)

### Afrika
- Italiaans-Noord-Afrika
  - Italiaans-Libië (1911-1943)
- Italiaans-Oost-Afrika bestond uit de onderstaande koloniën.
  - Italiaans-Eritrea (1886-1960)
  - Italiaans-Somaliland (1886-1960)
  - Abessinië (huidig Ethiopië 1935-1941)

kolonie · kolonisatie · kolonialisme · dekolonisatie (staatkundig) · dekolonisatie (cultureel)· neokolonialisme · postkolonialisme · imperialisme